# Upper Langwith
Upper Langwith är en by i civil parish Langwith, i distriktet Bolsover, i grevskapet Derbyshire, i England. Byn är belägen 5 km från Bolsover. Upper Langwith var en civil parish fram till 1935 när blev den en del av Scarcliffe och Shirebrook. Civil parish hade 2 416 invånare år 1931.